# Солёный (Воронежская область)
Солёный — хутор в Кантемировском районе Воронежской области России.
Входит в состав Пасековского сельского поселения.

## Население
| 2010 |
| ---- |
| 747  |

## Улицы
| - ул. Зерновая, - ул. Молодёжная, - ул. Октябрьская, | - ул. Полевая, - ул. Садовая, - ул. Школьная. |